# Wojna na Półwyspie Iberyjskim
Wojna na Półwyspie Iberyjskim (fr. Guerre d’indépendance espagnole; hiszp. Guerra de la Independencia Española; katal. Guerra del Francès; port. Invasões Francesas; ang. The Peninsular War) – konflikt rozpoczęty po zawarciu trójprzymierza Wielkiej Brytanii z Hiszpanią i Portugalią przeciw Francji. Toczyła się na Półwyspie Iberyjskim w czasie wojen napoleońskich. Konflikt zapoczątkowała okupacja Portugalii przez armię francuską w roku 1807 i Hiszpanii w 1808; trwał on aż do pokonania Napoleona w roku 1814.
Zmagania Hiszpanów stały się pierwszą w nowożytnej historii wojną narodowowyzwoleńczą i partyzancką. Zwycięstwo w tej wojnie Hiszpania i Portugalia zawdzięczały w znacznym stopniu swoim guerrilleros (partyzantom), których opór uniemożliwiał wielkim armiom napoleońskim pacyfikację półwyspu. 1/3 sił francuskich mogła walczyć z realnym przeciwnikiem; reszta zmagała się z partyzantką w obawie przed odcięciem kluczowych linii komunikacyjnych.
W ciągu dwóch ostatnich lat trwania konfliktu, po znacznym osłabieniu Francji w wyniku napoleońskiej wyprawy na Moskwę, sprzymierzone armie dowodzone przez księcia Wellingtona wypchnęły Francuzów za Pireneje, wyzwalając ostatecznie cały półwysep.
Wojna nadszarpnęła tradycyjny porządek społeczny i gospodarkę Portugalii i Hiszpanii, co zaowocowało długim okresem konfliktów politycznych i społecznych. Wyniszczające wojny domowe pomiędzy ugrupowaniami liberałów i tradycjonalistów, dowodzonymi przez oficerów wyszkolonych w czasie wojen napoleońskich, trwały na Półwyspie Iberyjskim aż do lat 50. XIX w. Konflikt przyspieszył również wyzwolenie dawnych kolonii hiszpańskich i portugalskich w Ameryce Środkowej i Południowej.

## Tło konfliktu
W roku 1806, w Berlinie, Napoleon Bonaparte ogłosił blokadę kontynentalną, zakazując importu towarów brytyjskich do Europy. Dwa państwa neutralne – Szwecja i Portugalia – od roku 1773 sprzymierzone z Anglią, nie zastosowały się do nakazu. Dlatego też po zawarciu traktatu pokojowego z Rosją w Tylży w 1807 roku Napoleon zdecydował się na zajęcie duńskich i iberyjskich portów.
Hiszpania początkowo zaproponowała Portugalii sojusz skierowany przeciwko przyszłemu najeźdźcy, ale wkrótce porozumiała się potajemnie z Francją, która w zamian za współpracę obiecała jej część terytoriów portugalskich. Hiszpanii najbardziej zależało na zajęciu floty sąsiada, dlatego wysłała dwie dywizje, by pomóc Francuzom w Portugalii.
27 października 1807 roku Hiszpania i Francja podpisały traktat w Fontainebleau, na mocy którego Portugalia została podzielona na trzy mniejsze państwa: królestwo Północnej Luzytanii, Algarve (powiększone o Alentejo) i okrojone królestwo Portugalii. W listopadzie, po odrzuceniu przez księcia-regenta Jana VI postanowień o blokadzie, Napoleon skierował na Półwysep Iberyjski Korpus Obserwacyjny Girondy (24 000 ludzi) pod dowódcem generała Jean Andoche Junota z zadaniem zajęcia Portugalii. Jednocześnie generał Dupont został wysłany na południe w stronę Kadyksu, a marszałek Nicolas Jean de Dieu Soult na północ do Corunii.
Armia portugalska miała bronić tylko portów i wybrzeża, w związku z czym już 29 listopada 1807 roku Junot stanął pod Lizboną. Armia portugalska, upadłszy na duchu, rozproszyła się. Ucieczka (29 listopada) królowej Marii i księcia-regenta wraz z całym rządem i dworem (około 10 tysięcy ludzi – nie licząc 9 tys. marynarzy – na 23 okrętach i 31 statkach handlowych) do Brazylii pozwoliła Janowi VI na nieprzerwane panowanie w oparciu o kolonie zamorskie. Był to poważny cios dla Napoleona, który napisał po latach: C’est ça qui m’a perdu („Tym mnie pokonali”).

## Przebieg wojny

### Cicha inwazja (luty–lipiec 1808)
Pod pretekstem wzmocnienia francusko-hiszpańskiej armii okupacyjnej w Portugalii, wojska cesarskie zaczęły wkraczać do Hiszpanii, początkowo witane z entuzjazmem przez społeczeństwo. W lutym 1808 roku Napoleon zrzucił jednak maskę sojusznika i nakazał wojskom francuskim obsadzić kluczowe punkty strategiczne i fortece hiszpańskie Francuska kolumna, udająca konwój rannych żołnierzy, zajęła 29 lutego Barcelonę. Większość hiszpańskich dowódców nie miała zamiaru popierać dotychczas panującego reżimu, a tym samym walczyć (kiedy Mariano Álvarez de Castro obsadził mury cytadeli w Barcelonie gotów bronić się przed Francuzami, jego przełożeni kazali mu złożyć broń).

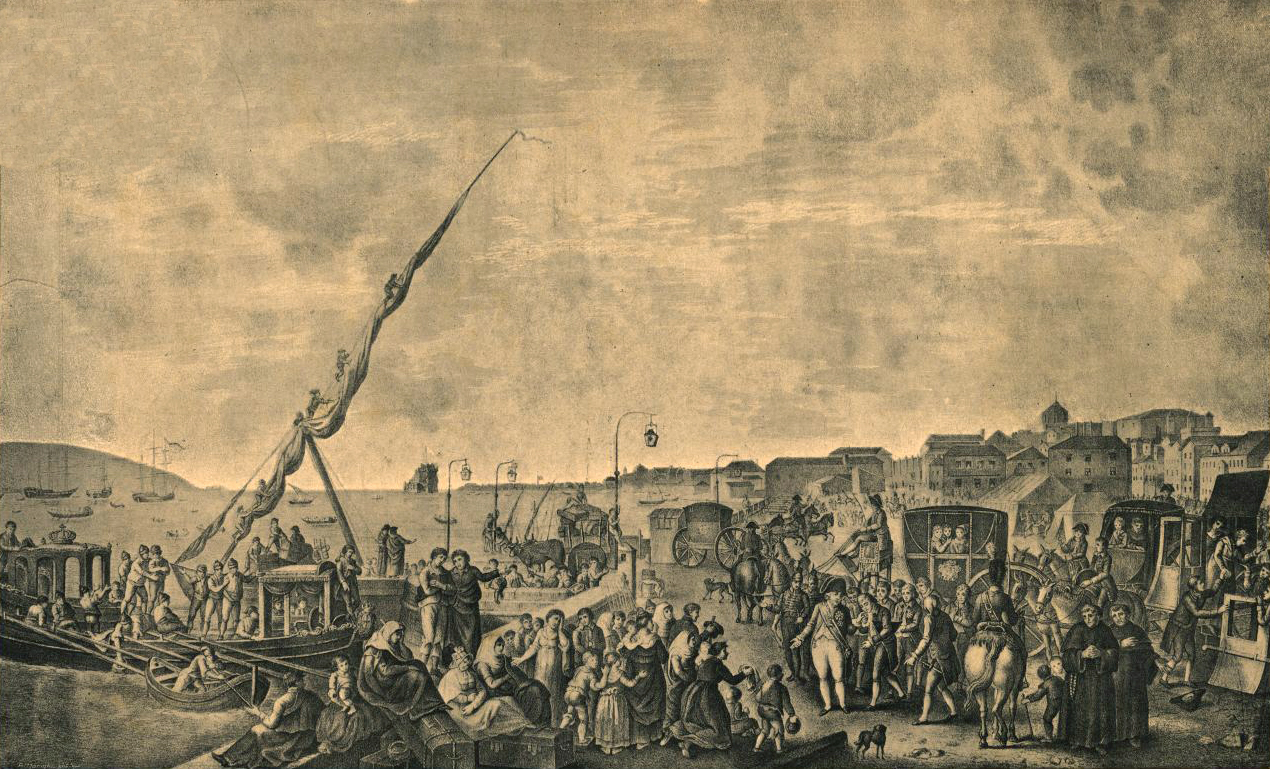
Ucieczka rodziny królewskiej do Brazylii

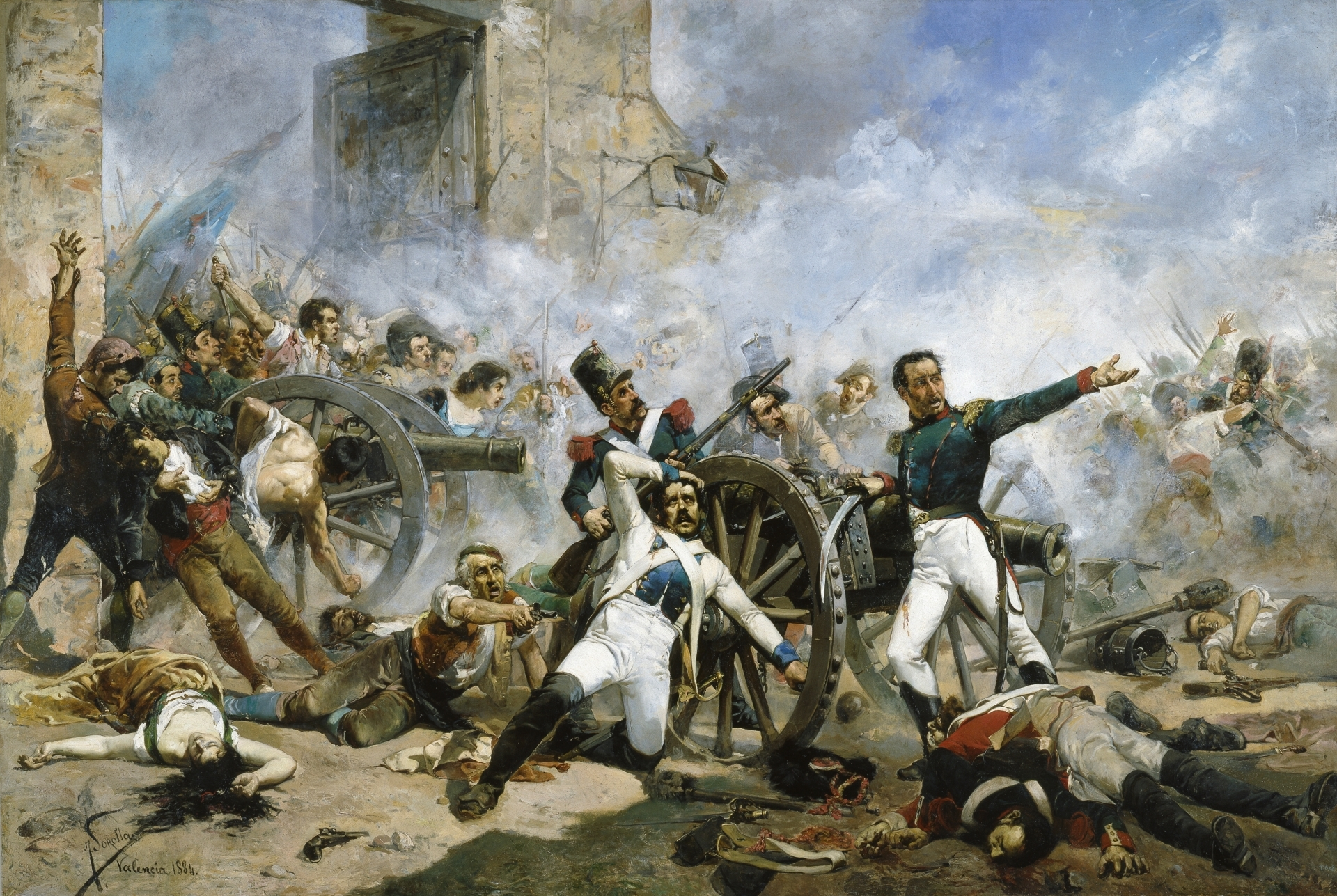
Powstanie Dos de Mayo: obrona Monteleón

3 maja 1808, mal. Francisco Goya, po walkach Francuzi rozstrzelali kilka tysięcy powstańców

Licząca 100 000 ludzi Armia Królewska została sparaliżowana: źle wyekwipowana, pozbawiona dowództwa, które na wieść o zamieszkach w Madrycie uciekło na Baleary. Piętnaście tysięcy najlepszych wojsk, dowodzonych przez generała Romanę (tzw. „Dywizja Północna”), zostało użyczonych Napoleonowi w roku 1807 i stacjonowało w Danii pod francuskim dowództwem. Jedynie na obrzeżach kraju znajdowały się wojska o pewnym znaczeniu: w Galicji, gdzie stacjonowały oddziały Blake’a i w Andaluzji (Francisco Castaños). Francuzi konsekwentnie zajmowali całą północno-wschodnią część półwyspu i nie było nadziei na powstrzymanie inwazji.
Dla zabezpieczenia swoich podbojów Napoleon przedsięwziął serię intryg wymierzonych w hiszpańską rodzinę królewską. Zamach stanu przeprowadzony przez arystokrację zmusił Karola IV do abdykacji na rzecz własnego syna Ferdynanda. Napoleon wywiózł panujących do Bajonny, gdzie 5 maja zmusił obu do zrzeczenia się tronu, który objął Józef Bonaparte. Marionetkowy parlament w Madrycie zatwierdził nowego króla, ale kiedy Józef zamierzał wyegzekwować swe prawa, w stolicy, a później w całym kraju, wybuchła niekontrolowana rewolta. 2 maja (Dos de Mayo) mieszkańcy Madrytu wzniecili powstanie przeciw Francuzom; jedynie dzięki kilku szarżom kawalerii Gwardii i mameluków marszałka Murata udało się stłumić bunt, którego ofiarą padło około 150 Francuzów.
Następnego dnia Francuzi rozstrzelali kilkuset uczestników zamieszek. Podobne represje powtarzały się w innych miastach, co nie przynosiło spodziewanego efektu, wzmagało natomiast opór; wkrótce krwawa, szarpana „mała wojna” (hiszp. guerrilla) ogarnęła niemal całą Hiszpanię. Niewielka prowincja Asturia stawiła zbrojny opór wygnawszy 25 maja swego francuskiego gubernatora i „wypowiedziawszy wojnę” Napoleonowi. W ciągu kilku tygodni wszystkie inne prowincje poszły jej śladem. Tłum zamordował 338 obywateli francuskich w Walencji; francuskie okręty liniowe zacumowane w Kadyksie zostały ostrzelane i zdobyte. Napoleon niezamierzenie sprowokował wojnę totalną, błąd, którego cesarstwo nigdy nie zdołało naprawić.
Pogarszająca się z dnia na dzień sytuacja militarna zmusiła Francuzów do znacznego zwiększenia sił – jeszcze w lutym Napoleon uważał, że do dokonania podboju kraju wystarczy mu 12 000 ludzi; w czerwcu 165 120 żołnierzy (w tym Legia Nadwiślańska) zostało przerzuconych do Hiszpanii dla zażegnania kryzysu. Tymczasem główne siły (80 000 ludzi) zdolne były jedynie do utrzymania wąskiego pasa kraju od Pampeluny i San Sebastián na północy po Madryt i Toledo na południu. Francuzi w stolicy potrzebowali osłony w postaci 30 000 żołnierzy Monceya. Tymczasem Junot tkwił w Portugalii, odcięty przez blisko 500 kilometrów nieprzyjacielskiego terytorium.

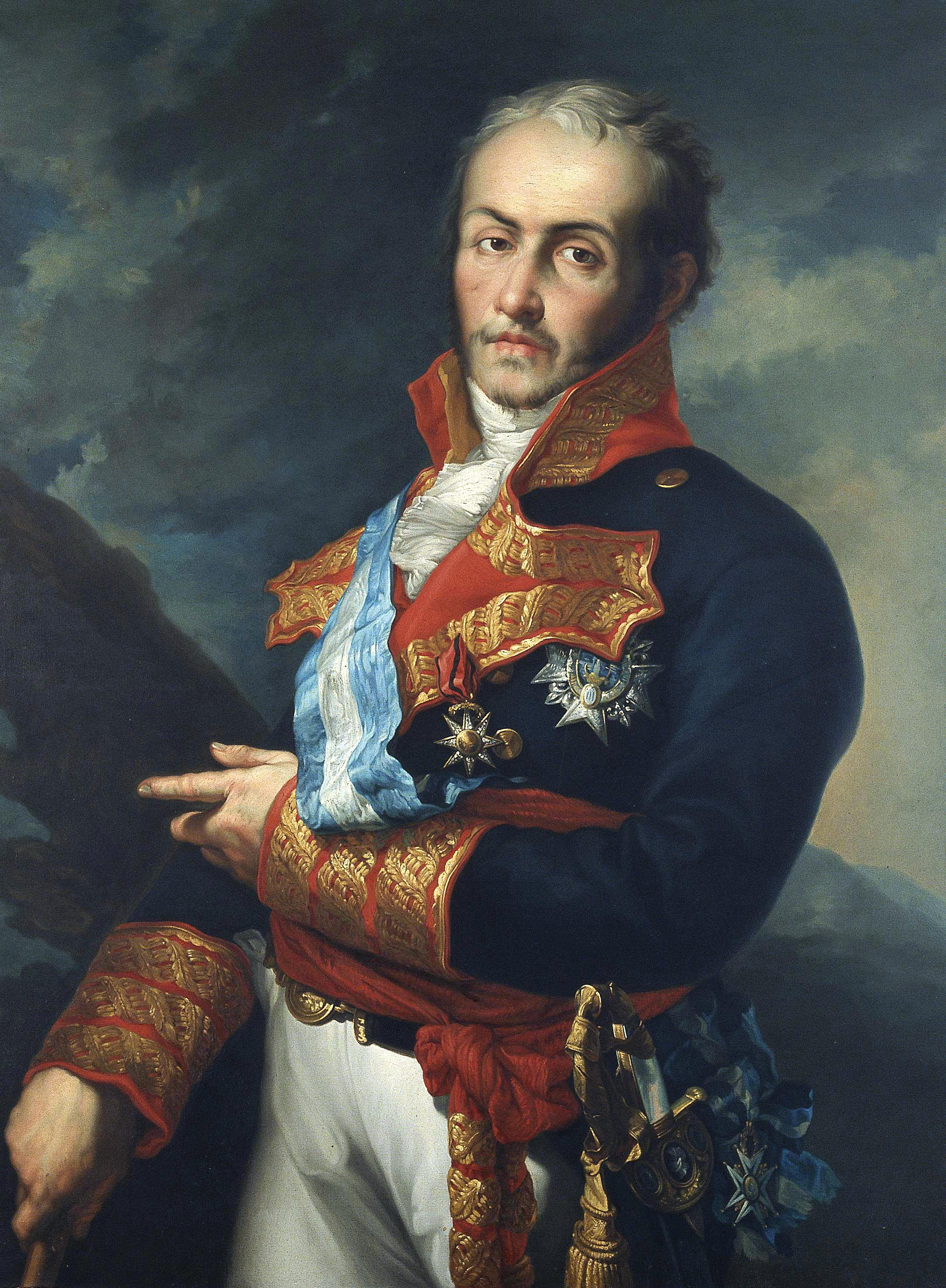
Generał Pedro de La Romana był jednym ze zdolniejszych dowódców hiszpańskich

Na podstawie optymistycznych doniesień Murata Napoleon wysnuł wniosek, że powstanie upadnie, a jego brat będzie mógł spokojnie osiąść na tronie w Madrycie, gdy tylko lotne kolumny wojsk francuskich odzyskają ważniejsze miasta. By tego dokonać generał Dupont poprowadził 24 430 ludzi na Sewillę i Kadyks; marszałek Bessières ruszył do Aragonii i Starej Kastylii z 25 000 ludzi mając nadzieję z łatwością zająć Santander i Saragossę; marszałek Moncey pomaszerował na Walencję z 29 350 żołnierzami; a generał Duhesme z 12 710 ludźmi ruszył do Katalonii i oblegał Gironę.

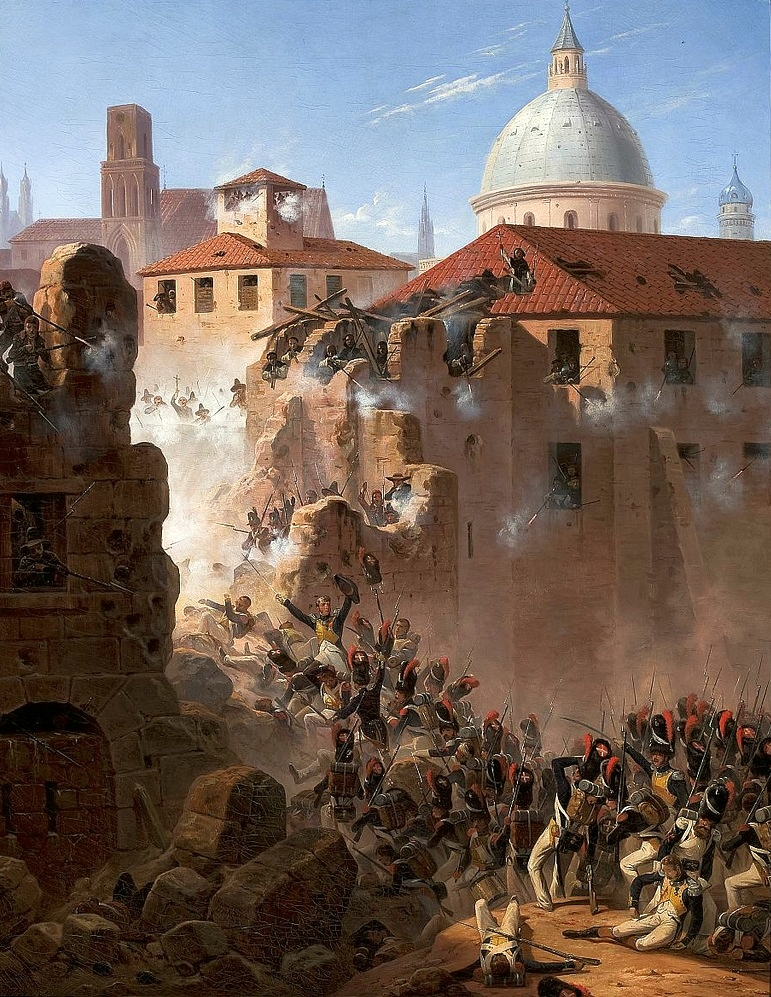
Szturm Saragossy 1808, mal. January Suchodolski, polska piechota wdziera się w mury miasta

Hiszpanie stawiali opór: katalońska milicja (tzw. somatén) praktycznie otoczyła Barcelonę, a francuskie oddziały, które próbowały przebić się z kotła zostały odparte pod El Bruc ze znacznymi stratami; Girona dwukrotnie odparła szturmy. W Saragossie francuska propozycja honorowej kapitulacji spotkała się z lakoniczną odpowiedzią: „wojna na noże”. Ludzie generała Palafoxa bronili się przez trzy miesiące, ustępując metr po metrze walcząc na śmierć i życie, by w końcu zmusić Lefebvre’a w sierpniu do odstąpienia. Marsz Moncey’ego ku wybrzeżu skończył się porażką pod murami Walencji, gdzie tysiąc francuskich rekrutów padło, szturmując miasto bronione przez mieszkańców i katolickich księży. Niczego nie osiągnąwszy, Moncey rozpoczął długi odwrót szarpany na każdym kroku. Po zdobyciu i splądrowaniu Kordoby Dupont, wystraszony masowymi wystąpieniami mieszkańców Andaluzji, przerwał ofensywę i schronił się za murami Andujar.
Jedynie na północy Francuzi mogli odnotować pewien sukces. W czerwcu kawaleria generała Lasalle’a rozniosła niewielką armię Cuesty w bitwie pod Cabezón i odblokowała drogę do Valladolid. Gdy marsz Bessières’a na Santander był nieustannie przerywany atakami partyzantów, Francuz zawrócił i natknął się na siły Blake’a i Cuesty pod Medina del Rio Seco. Obie armie spotkały się 14 lipca; Cuesta niezbyt roztropnie zostawił lukę pomiędzy własnymi a Blake’a liniami. Francuzi natychmiast wdarli się w tę lukę i po krótkiej, ale zaciętej walce z Blakiem, pokonali armię hiszpańską, ponownie oddając Starą Kastylię w ręce Napoleona.

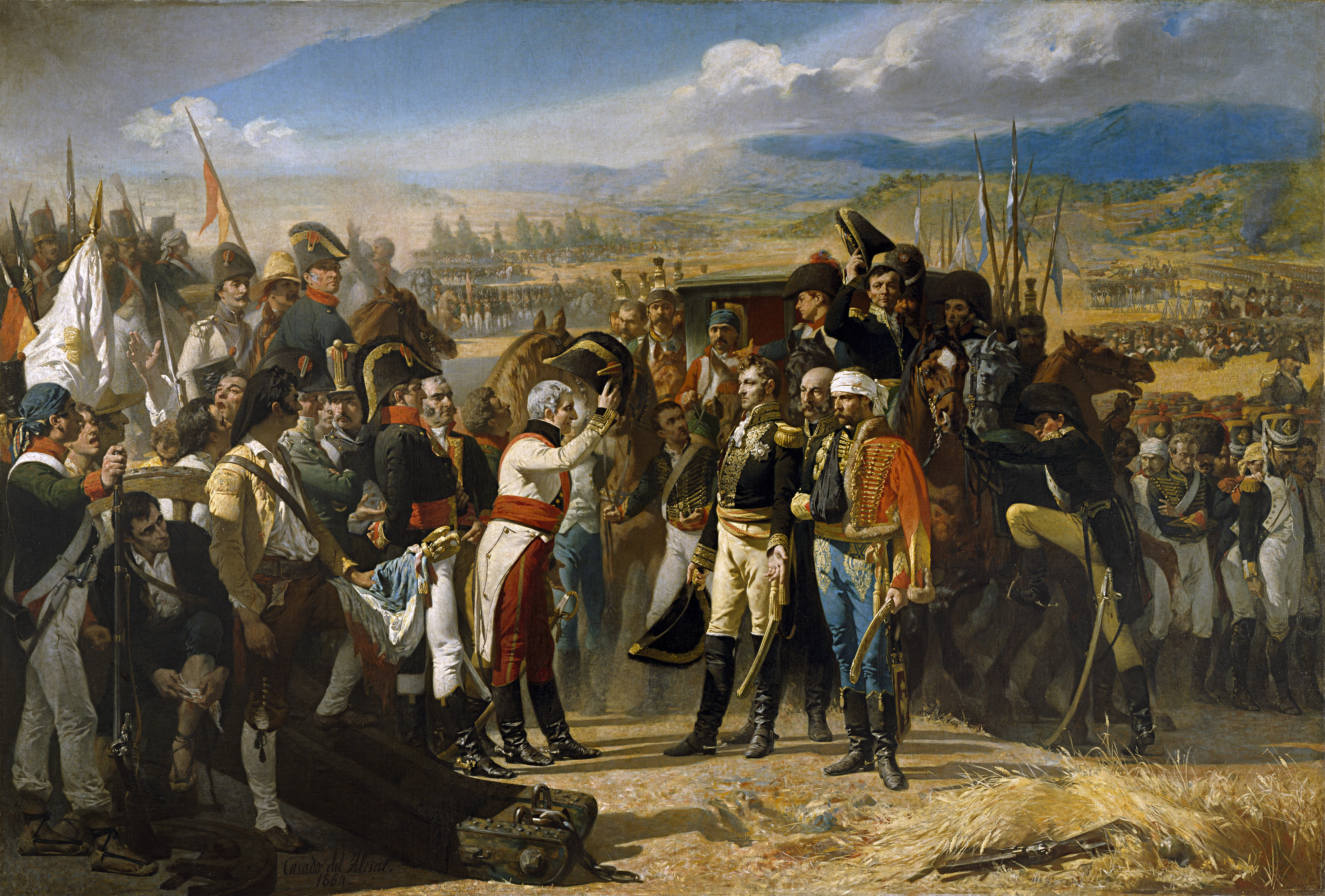
Kapitulacja Francuzów pod Bailén. Była to najpoważniejsza przegrana na Półwyspie Iberyjskim, do niewoli dostał się cały 18-tysięczny korpus Wielkiej Armii

Zwycięstwo Bessières’a ocaliło dla armii francuskiej połączenie z Francją. Droga do Madrytu została otwarta dla Józefa, a o klęskach pod Gironą, Walencją i Saragossą zapomniano; myślano tylko o wzmocnieniu Duponta, by mógł ponownie zmierzyć się z Andaluzją. Zadowolony Napoleon stwierdził, że „skoro marszałek Bessières mógł pokonać Armię Galicji niewielkim wysiłkiem i z niewielkimi stratami, Dupont będzie zdolny pokonać każdego, kogo napotka”. Jednak po kilku dniach, Dupont został pokonany pod Bailén i musiał kapitulować wraz z całym korpusem wobec generała Castañosa.
Po stracie 24 000 ludzi, machina wojenna Napoleona w Hiszpanii runęła. Józef i francuscy dowódcy w Madrycie nakazali w panice generalny odwrót za rzekę Ebro, opuszczając Madryt i zaprzepaszczając efekty zwycięstw Bessières’a. Wieść o klęsce niepokonanej dotąd armii cesarskiej wstrząsnęła Europą. Legendy o hiszpańskim bohaterstwie wywołały żywe reakcje w Austrii, gdzie zaczął budzić się ruch oporu. Bailén stało się zarzewiem do powstania V Koalicji antynapoleońskiej.

### Interwencja brytyjska (sierpień 1808)
Do chwili rozpoczęcia wojny w Hiszpanii i Portugalii brytyjskie operacje militarne na kontynencie europejskim miały niewielkie znaczenie i kończyły się porażkami (wyprawa na Walcheren w roku 1809 miała być ostatnią z nich). Brytyjska armia nie była wystarczająco liczna, by walczyć samodzielnie przeciw Francuzom, a bez silnych sojuszników nie mogła działać na kontynencie europejskim. Tymczasem 18 czerwca wybuchło portugalskie powstanie. Zryw ludowy w Portugalii i Hiszpanii zachęcił Brytyjczyków do zmobilizowania większych sił, a propaganda na Wyspach potrafiła wykorzystać nową sytuację: oto po raz pierwszy lud, nie książęta, chwycił za broń przeciwko „Wielkiemu Awanturnikowi”.
W sierpniu 1808 roku siły brytyjskie (w tym również Królewski Legion Niemiecki) wylądowały w Portugalii dowodzone przez generała porucznika Arthura Wellesleya, przyszłego księcia Wellington. Wellesley starł się 17 sierpnia z siłami Delaborde’a pod Roliçą. 20 sierpnia siły brytyjsko-portugalskie powstrzymały napór Francuzów w bitwie pod Vimeiro i odparły Junota. Wellesleya uznano jednak za zbyt młodego, by dowodzić całym korpusem ekspedycyjnym i został zastąpiony przez Harry’ego Burrarda. Burrard przedstawił Junotowi niezwykle łagodne warunki zawieszenia broni, zezwalając na niezakłóconą ewakuację z Portugalii – korzystając z okrętów Królewskiej Marynarki Wojennej (Royal Navy) – na podstawie kontrowersyjnego traktatu podpisanego w sierpniu w Sintrze. Brytyjski dowódca został z tego powodu odwołany do Anglii, a jego miejsce na czele 30-tysięcznego korpusu zajął John Moore.
Kluczowa rola w zaopatrzeniu, ochronie konwojów i zbieraniu informacji wywiadowczych przypadła Royal Navy. Wiceadmirał Lord Collingwood, stojący na czele Floty Śródziemnomorskiej, blokował francuską flotę w Tulonie od czasu zwycięstwa Brytyjczyków, ale też śmierci admirała Nelsona pod Trafalgarem. W czerwcu generał La Romana dokonał brawurowej ucieczki z Danii przez Göteborg, przerzucając lepiej wyszkoloną część swej Dywizji Północnej na pokładach brytyjskich okrętów do Santander. Obecność Royal Navy u wybrzeży hiszpańskich i francuskich spowalniała francuskie operacje w zachodniej i południowej Hiszpanii. Fregaty Collingwooda okupowały strategiczną Zatokę Róż na północ od Barcelony, blisko francuskiej granicy.

### Napoleoński kontratak (październik 1808 – styczeń 1809)

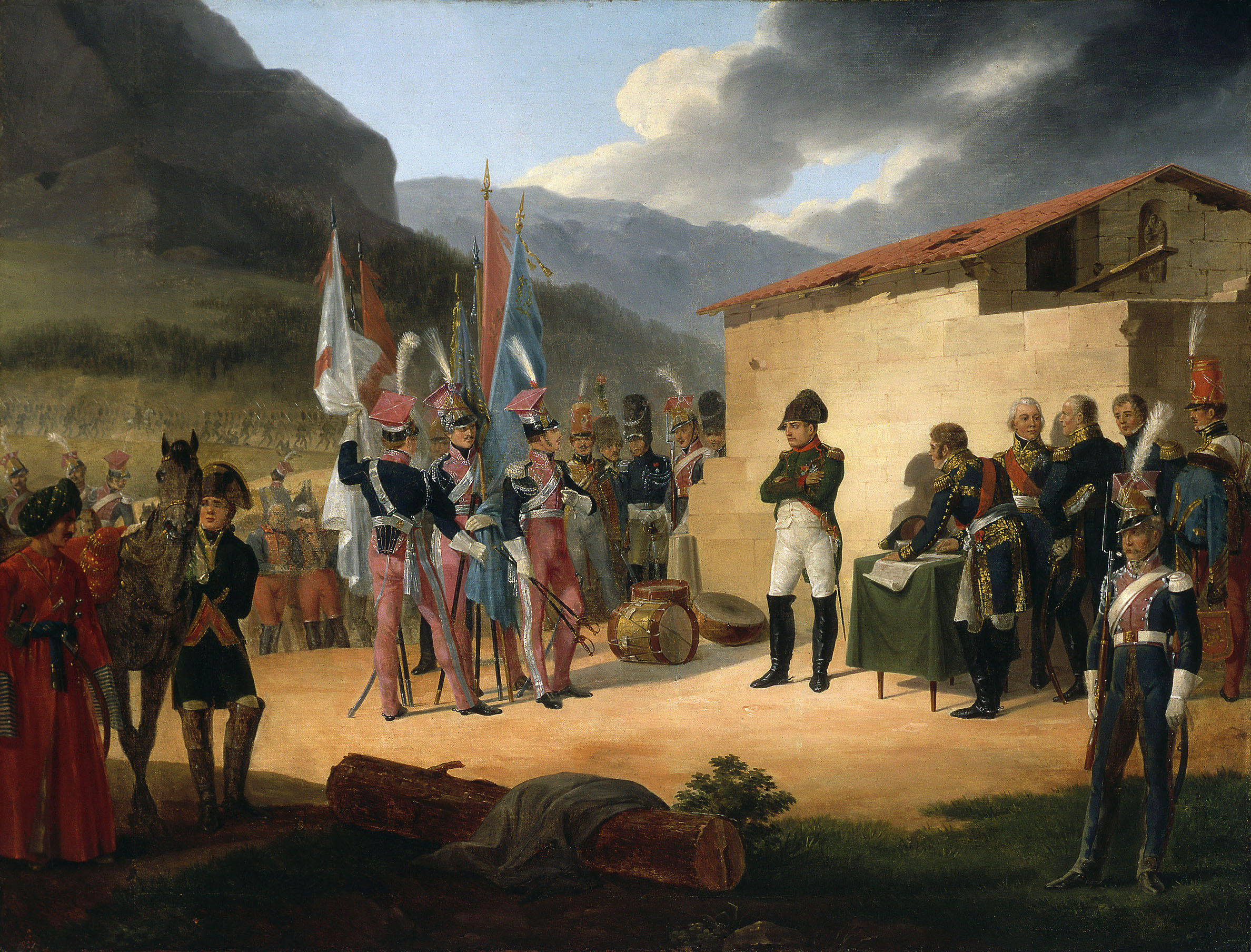
Bitwa pod Tudelą, mal. January Suchodolski. Polscy szwoleżerowie-lansjerzy płk Konopki prezentują cesarzowi sztandary zdobyte na Hiszpanach

Klęska pod Bailén i utrata Portugalii przekonały Napoleona, że Hiszpania nie jest łatwym celem. Poważnie zaniepokojony wieściami z Sintry, cesarz powiedział: „Widzę, że po tej nieszczęsnej kapitulacji pod Bailén wszyscy potracili głowy. Zdaje się, że muszę się tam udać osobiście i uruchomić tę maszynę”. Francuzi w Hiszpanii stali teraz oparci plecami o Pireneje, w Katalonii i Nawarze. Nie było pewne, czy utrzymają te ostatnie pozycje w razie hiszpańskiego ataku.
Tymczasem atak nie następował. Hiszpanie byli skłóceni, arystokracja wstrząśnięta rozmiarami rebelii, a patrioci niepewni jutra. Wraz z upadkiem monarchii władza spłynęła w ręce lokalnych junt, które mieszały się w sprawy wojny i utrudniały prace nowego rządu próbującego zainstalować się w Madrycie i w niektórych przypadkach były dlań nie mniej groźne niż dla Francuzów. Brytyjska armia w Portugalii borykała się z własnymi – logistycznymi i administracyjnymi problemami.
W rezultacie mijały miesiące, a we Francji trwała mobilizacja. Wkrótce Napoleon na czele Armée d’Espagne liczącej 278 670 ludzi pojawił się nad Ebro. Cesarz powiedział hiszpańskim posłom: „Jestem tutaj z żołnierzami, którzy zwyciężyli pod Austerlitz, pod Jeną, pod Iławą. Kto im się oprze? Z pewnością nie wasze biedne wojsko, które nie umie się bić. Podbiję Hiszpanię w dwa miesiące i skorzystam z uprawnień zwycięzcy”. Ofensywa rozpoczęła się w listopadzie i była „lawiną ognia i stali”.
Jednakże akcje Francuzów na zachodzie nie przebiegały zgodnie z planem. Marszałek Lefebvre zaatakował zbyt pospiesznie pod Pancorbo i nie udało mu się okrążenie Armii Galicji; generał Blake wycofał na bezpieczną odległość swą artylerię, za którą postępowała w porządku skrwawiona piechota. Lefebvre i Victor podjęli beztroski pościg, który skończył się klęską pod Valmasedą, gdzie ich przetrzebione wojska uległy hiszpańskim weteranom La Romany.
Losy kampanii rozstrzygały się na południu, gdzie główne siły Napoleona zniosły hiszpańskie centrum w morderczym ataku pod Burgos. Hiszpańska milicja, niezdolna do sformowania szyku, na widok mas kawalerii francuskiej rzuciła się do ucieczki, i tylko uparci Hiszpanie i Walończycy z Królewskiej Gwardii dotrzymali pola tylko po to, by zostać całkowicie rozbici przez Lasalle’a i jego sabreurs. Marszałek Lannes na czele swych formacji rozbił 23 listopada ustępujące prawe skrzydło Hiszpanów w bitwie pod Tudelą, spędzając z pola Castañosa.

Bitwa pod Somosierrą, mal. Louis-François Lejeune, Lejeune nie widział pola bitwy, ale jego wizja niewiele odbiega od prawdy

Na koniec izolowana armia Blake’a 17 listopada stanęła do starcia pod Espinozą. Jego linie wstrzymywały w zaciętych walkach ataki francuskie przez dzień i noc po to tylko, by rozproszyć się następnego dnia. Blake ponownie uciekł Soultowi do Santander, ale hiszpański front przestał istnieć i armie cesarskie szły niepowstrzymanie naprzód. Napoleon pchnął 45 000 ludzi na południe, w góry Sierra de Guadarrama osłaniające Madryt i to, co zostało z hiszpańskich armii. Góry nie powstrzymały Napoleona: w bitwie o przełęcz Somosierry 30 listopada, jego szwoleżerowie pod dowództwem Jana Kozietulskiego w gwałtownej szarży na armaty generała San Juana zdobyli wszystkie baterie. W ciągu kilku godzin cesarz sforsował przełęcz: milicja uciekła przed następującą piechotą francuską i tylko artylerzyści walczyli do końca. Francuskie patrole dotarły do Madrytu 1 grudnia, a cesarz wkroczył do miasta trzy dni później. Józef Bonaparte ponownie zasiadł na tronie Hiszpanii. San Juan wycofał się na zachód do Talavery, gdzie został zamordowany przez własnych podwładnych.

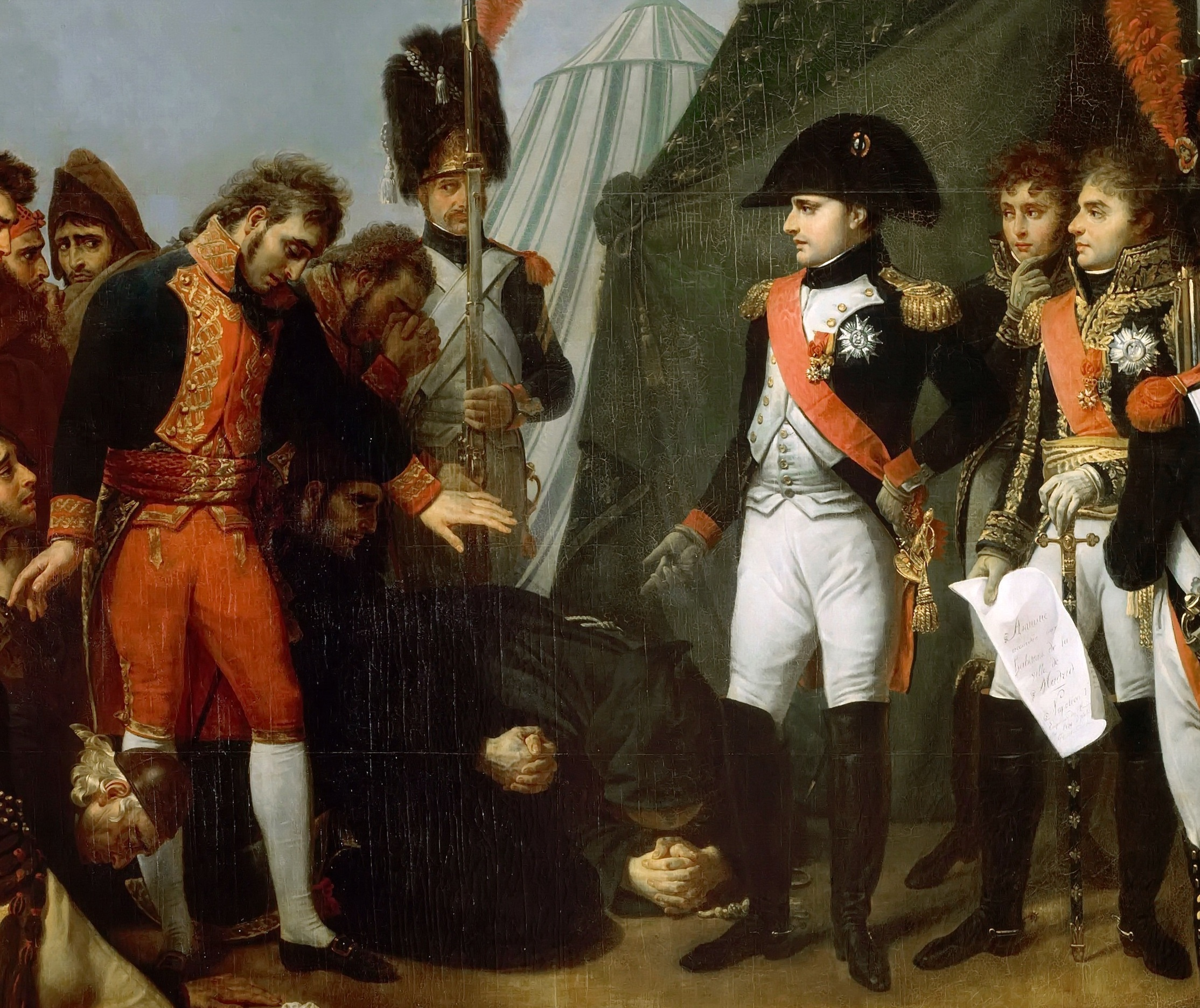
Poddanie Madrytu, mal. Antoine-Jean Gros. Cesarz wkroczył do Madrytu w 4 dni po szarży pod Somosierrą

Niewielka armia brytyjska Johna Moore’a pojawiła się na krótko, zaskakując część kawalerii francuskiej pod Sahagun w rozpaczliwym wysiłku przecięcia linii komunikacyjnych z Burgos do Madrytu. Armia cesarska zmusiła jednak Moore’a do pospiesznego odwrotu przerywanego jedynie przez starcia straży tylnej (bitwy pod Benavente i Cacabelos). La Romana próbował przyjść sojusznikom z pomocą, ale gdy wojska brytyjskie ewakuowały się z La Coruña w styczniu 1809 roku, Hiszpan został sam i uległ armii francuskiej. Moore zginął, kierując obroną ewakuacji swoich wojsk. Około 26 000 schorowanych i słabych żołnierzy dotarło do Wielkiej Brytanii, 7000 ludzi brytyjskiego korpusu stracono.
W Katalonii Napoleon wzmocnił swe osłabione wojska znacznymi posiłkami jeszcze w październiku 1808, rozkazując marszałkowi Saint-Cyr wyruszyć na czele 17 000 ludzi i oswobodzić Duhesme’a w Barcelonie. Rosas wpadło w ręce Francuzów w listopadzie, otwierając St. Cyrowi drogę na południe; ten minął Gironę i – po forsownym marszu – rozbił część armii hiszpańskiej pod Cardedeu koło Barcelony (18 grudnia). Saint-Cyr i Duhesme ścigali uchodzących Hiszpanów generała Redinga i schwytali 1200 ludzi w Molins de Rei. W lutym 1809, Reding poprowadził odnowioną armię przeciwko Francuzom i – po serii marszów i kontrmarszów – stanął do bitwy pod Valls, gdzie został pokonany i zginął.

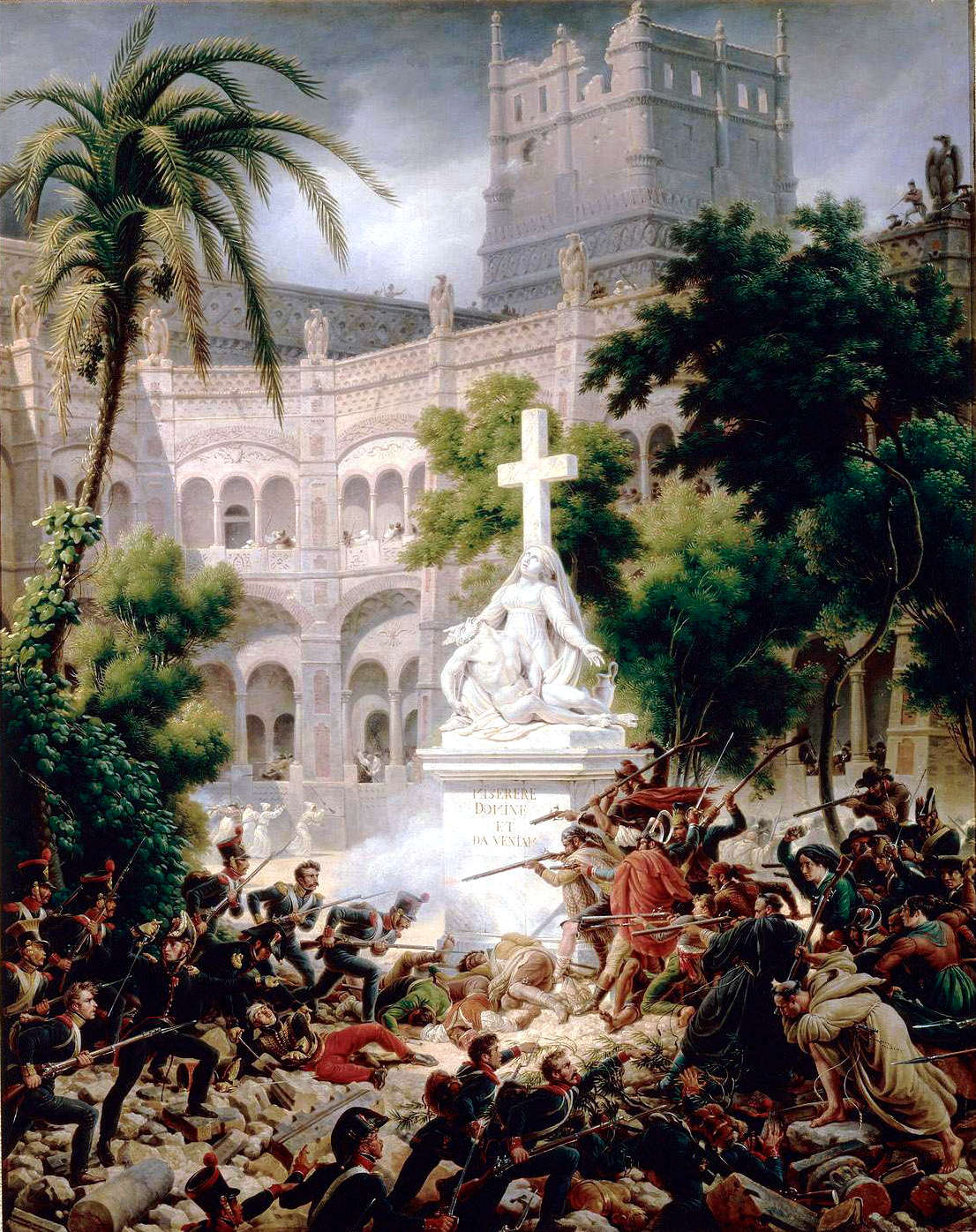
Zdobycie klasztoru San Engracia podczas drugiego oblęzenia Saragossy przez piechurów Chłopickiego, mal. Louis-François Lejeune

Saragossa, która jeszcze nie otrząsnęła się po bombardowaniach Lefebvre’a ostatniego lata, znów stanęła na drodze Francuzów. Druga obrona miasta przez Palafoxa zdobyła międzynarodowe uznanie. Lannes i Moncey ściągnęli dwa korpusy armijne (45 000 ludzi) dla przeprowadzenia drugiego oblężenia miasta, ale ich działa nie wywarły wrażenia na Hiszpanach: w tych murach hiszpańscy cywile-żołnierze, którzy uciekli z tylu pól bitew, okazali się niewzruszeni.
Gdy Francuzi przypuścili szturm (20 grudnia), Hiszpanie walczyli dzielnie, ale stopniowo oddawali miasto. Zamieniali klasztory w fortece, podpalali własne domy zajmowane przez wroga, bijąc się nawet wtedy, gdy dziesiątkowały ich choroby i głód. Większość podwładnych Palafoxa zginęła w walce, ale przez dwa miesiące Wielka Armia nie mogła postawić stopy na przeciwległym brzegu Ebro. 20 lutego 1809 opuścili wypalone ruiny z ciałami 54 tysięcy obrońców i atakujących.
Po nieco ponad dwóch miesiącach, Napoleon przekazał dowództwo w Hiszpanii w ręce swych marszałków i wrócił do Francji.

### Brytyjczycy w Portugalii (1809)
W marcu marszałek Soult zapoczątkował drugą inwazję Portugalii poprzez tzw. korytarz północny. Początkowo zatrzymany przez milicje portugalskie na linii rzeki Miño, wkrótce zajął Chaves, Bragę i – 29 marca 1809 – Porto. Tymczasem obrona Silveiry w Amarante i innych miastach na północy zamknęła Soulta w Porto.

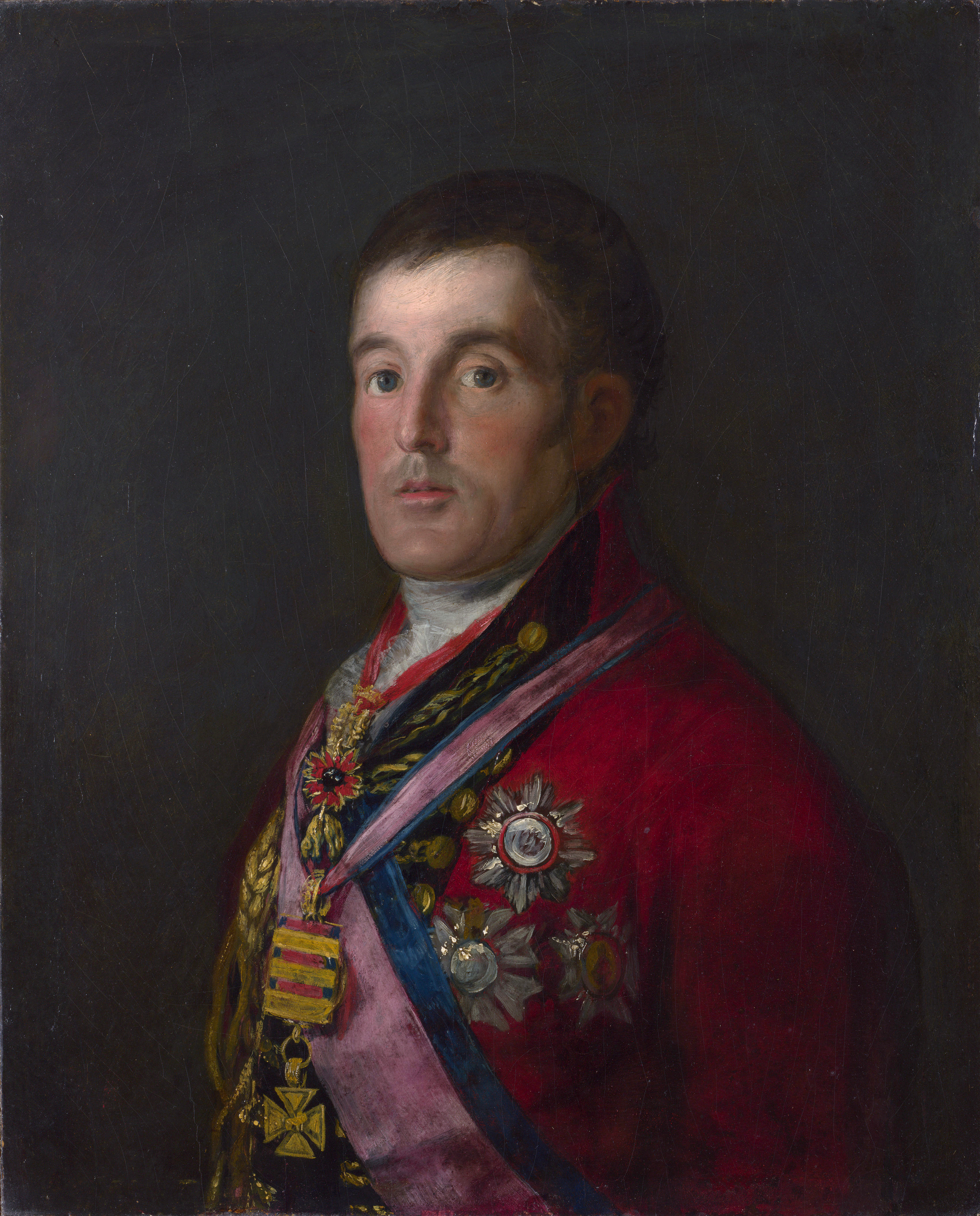
Książę Wellington, mal. Francisco Goya. Późniejszy zwycięzca spod Waterloo w czasie walk w Portugalii nie wykazał się szczególnym talentem

Miguel Pereira Forjaz, minister wojny, odbudował armię portugalską za brytyjskie pieniądze. Restrukturyzacja, rozpoczęta w roku 1806, została zakończona. Na wstępnym etapie powołano około 20 000 ludzi do armii regularnej i 30 000 do milicji. W późniejszym okresie powiększono armię do 50 000 i do 50 000 milicję, co stanowiło uzupełnienie dla 120 000 Ordenanças i ochotników.
Wellesley wrócił do Portugalii w kwietniu 1809 roku, by przejąć dowodzenie nad połączonymi brytyjsko-portugalskimi siłami. Wzmocnił armię brytyjską niedawno sformowanymi przez Forjaza pułkami portugalskimi, wyszkolonymi przez generała Beresforda na brytyjską modłę. Te nowe wojska pokonały Soulta w bitwie pod Grijo (10-11 maja) i następnie pod Porto (12 maja). Wszystkie miasta na północy zostały odbite przez Silveirę.
W lipcu Wellesley udał się do Hiszpanii, by dołączyć do armii Cuesty. Połączone siły miały zamiar pokonać I korpus Wielkiej Armii Victora pod Talaverą. Wellington przygotował atak na 23 lipca, ale Cuesta nie chciał na to przystać i udało się go przekonać dopiero następnego dnia. Opóźnienie dało Francuzom możność wycofania; tymczasem Cuesta rzucił swe siły w pościg za Victorem, przez co – niespodziewanie – stanął wobec całej armii francuskiej – siły Victora oraz garnizony Toledo i Madrytu. Hiszpanie na wszelki wypadek wycofali się, zostawiając na tyłach dwie dywizje brytyjskie.
Następnego dnia (27 lipca), trzy kolumny francuskie starły się z Brytyjczykami i zostały zmuszone do odwrotu. Bitwa pod Talaverą była niezwykle kosztownym „zwycięstwem” sprzymierzonych, po którym wycofali się na zachód, zostawiając za sobą kilka tysięcy rannych, których następnie Hiszpanie wydali Francuzom. Jakkolwiek Hiszpanie obiecali żywić armię brytyjską w Hiszpanii, nie tylko nie doszło do dostaw żywności, ale wojska hiszpańskie ostrzegały przed „aliantami” kolejne miasta na szlaku, co zmusiło Brytyjczyków do odwrotu. W czasie dalszych walk Anglicy nie ufali swym hiszpańskim sojusznikom. W późniejszych miesiącach tegoż roku armie hiszpańskie zostały dwukrotnie pobite pod Ocañą i Alba de Tormes.
Po serii negatywnych doświadczeń z Hiszpanami i w obawie przed kolejnym atakiem Francuzów, Wellesley postanowił wzmocnić obronę Portugalii. By osłonić na przyszłość Lizbonę, nakazał budowę systemu fortów i szańców zwanych Liniami Torres Vedras.

### W martwym punkcie (1810–1811)
Francuzi ponownie najechali Portugalię w lipcu 1810 roku z armią liczącą około 60 000 ludzi pod dowództwem marszałka Massény. Pierwszym znaczącym starciem była bitwa nad rzeką Côa. Nieco później Masséna pobił Brytyjczyków 27 września w bitwie pod Buçaco: najpierw został odparty, ale zaraz potem zmusił sprzymierzonych do wycofania. Ich fortyfikacje okazały się na tyle silne, że – po niewiele znaczącym ataku na Sobral 14 października – obie strony zostały na pozycjach. W rezultacie Francuzi – wobec szerzących się w szeregach chorób i braku dostaw – wycofali się.
W początkach roku 1811 Brytyjczycy dosłali uzupełnienia i podjęli ofensywę w Hiszpanii. 5 marca Francuzi zostali pokonani w bitwie pod Barrosą podczas nieudanej próby odbicia Kadyksu, a Masséna został zmuszony do wycofania się z Portugalii po zwycięstwie sprzymierzonych w bitwie pod Fuentes de Oñoro (3–5 maja). Masséna stracił 25 000 ludzi w Portugalii i został zastąpiony przez Auguste Marmonta. Soult nadciągnął z południa by uderzyć na Estremadurę i zajął ufortyfikowane miasto Badajoz przed powrotem do Andaluzji. Brytyjsko-portugalsko-hiszpańska armia dowodzona przez Williama Beresforda próbowała odebrać miasto; sprzymierzeni rozpoczęli oblężenie francuskiego garnizonu, który Soult zostawił, ustępując, ale nie przewidzieli, że Soult wróci. Beresford – dowiedziawszy się o nadciągającej odsieczy – wyekspediował swą armię oblegającą Badajoz przeciw naciągającym Francuzom i, 16 maja, po bitwie pod Albuerą Soult został zmuszony do wycofania się do Sewilli.
Wojna utknęła w martwym punkcie. Liczebnie przeważający Francuzi stracili zdolność do likwidowania sił znacznie słabszej partyzantki. Siły francuskie liczyły ponad 350 000 żołnierzy w L’Armée de l’Espagne, ale ogromna większość – ponad 200 000 – miała za zadanie ochronę linii komunikacyjnych.

### Zwycięstwo koalicji (1812–1814)
W styczniu 1812 Napoleon zatwierdził pełne włączenie Katalonii do cesarstwa. Jej terytorium zostało podzielone na departamenty Ter, Sègre, Montserrat i Bouches-de-l'Èbre. By nastroić pozytywnie społeczeństwo, ustalono, że język kataloński będzie w tych departamentach językiem oficjalnym, na równi z francuskim. Plan się nie powiódł z powodu odwiecznej awersji Katalończyków do Francuzów i guerrilla nadal była aktywna.
Wellington ponownie wkroczył do Hiszpanii w pierwszych dniach stycznia 1812 roku, oblegając i zajmując miasta Ciudad Rodrigo 19 stycznia i Badajoz po krwawym szturmie 6 kwietnia. Oba miasta zostały splądrowane przez wojsko. Armia sprzymierzonych zajęła 17 czerwca Salamankę, tuż przed przybyciem Marmonta – oba wojska stanęły naprzeciwko siebie 22 lipca. Bitwa pod Salamanką zakończyła się całkowitą klęską Francuzów, a marszałek Marmont został poważnie ranny. Podczas gdy Francuzi przegrupowywali swe siły, sprzymierzeni wkroczyli 6 sierpnia do Madrytu, a następnie ruszyli na Burgos, ale w trakcie tej ofensywy musieli zawrócić do Portugalii, gdzie odtworzona armia francuska groziła im wzięciem w dwa ognie. W konsekwencji tej ostatniej kampanii Francuzi zostali zmuszeni do przerwania przedłużającego się oblężenia Kadyksu i całkowitego wycofania z Andaluzji i Asturii.
Nadzieje na odzyskanie tych terenów odeszły wraz z katastrofalną w skutkach napoleońską wyprawą na Moskwę w roku 1812. Cesarz zabrał ciężko doświadczonej Armée de l’Espagne 30 000 żołnierzy, a ta, bez uzupełnień i zaopatrzenia, nie mogła powstrzymać nowej ofensywy brytyjsko-portugalskiej w maju 1813.
By skrócić linię zaopatrzenia, Wellington przeniósł swą bazę z Lizbony do Santander. Jego siły ruszyły na północ w końcu maja i zajęły Burgos; następnie oskrzydliły armię Józefa Bonapartego, spychając ją w dolinę rzeki Zadorra. W bitwie pod Vitorią 21 czerwca 65-tysięczna armia Józefa została rozgromiona przez 53 000 Brytyjczyków, 27 000 Portugalczyków i 19 000 Hiszpanów. Wellesley dalej ścigał Francuzów i wyparł ich z San Sebastián; miasto zostało całkowicie zrabowane i spalone.
Sprzymierzeni ścigali Francuzów, osiągając w początkach lipca podnóża Pirenejów. Soult, który objął dowództwo nad wojskami francuskimi, rozpoczął kontrofensywę, zadając przeciwnikom dwa dotkliwe ciosy w bitwie pod Maya i o wąwóz Roncesvalles. Na tym skończyły się jego sukcesy, odparty przez sprzymierzeńców stracił rozpęd i w końcu uciekł po przegranej pod Sorauren (28–30 lipca).
7 października, gdy Wellington otrzymał wieści z frontu niemieckiego, zdecydował się wkroczyć do Francji, pokonując rzekę Bidasoa. 11 grudnia zdesperowany Napoleon zgodził się na zawarcie z Hiszpanią separatystycznego traktatu pokojowego w Valençay, na mocy którego uwolnił i uznał Ferdynanda za władcę, w zamian za co sprzymierzeni mieli wycofać się za Pireneje. Walki jednak nie ustały, bowiem Hiszpanie nie ufali Francuzom.
Wojna zakończyła się pasmem zwycięstw sprzymierzonych: przełęcz Vera, bitwa pod Nivelle i bitwa pod Nive koło Bajonny (10–14 grudnia 1813), bitwa pod Orthez (27 lutego 1814) i oblężenie Tuluzy (10 kwietnia), już po abdykacji cesarza.

#### Guerrilla
W czasie wojny Brytyjczycy aktywnie wspierali zarówno portugalską milicję, jak i hiszpańskich guerrilleros, którzy wiązali tysiące francuskich wojsk. Brytyjczycy działali tak, bowiem kosztowało ich to znacznie mniej niż uzbrajanie i rzucanie przeciw Francuzom regularnej armii. Z brytyjską pomocą była to jedna z najbardziej udanych wojen partyzanckich w dziejach. Jednakże ta Guerra de guerrillas („wojna małych wojen”) była uciążliwa dla wszystkich. Hiszpańscy „patrioci” z równym zapałem atakowali Francuzów, jak i wymuszali kontrybucje bądź rabowali własne hiszpańskie miasta. Wielu z nich było zwykłymi rabusiami próbującymi wzbogacić się korzystając z wojny. W późniejszym okresie władze wojskowe próbowały uczynić z nich prawdziwych żołnierzy, formując w regularne oddziały, jak np. oddział Francisca Espoza y Miny – Cazadores de Navarra.
Ten pomysł miał swoje dobre i złe strony. Z jednej mundur i wojskowa dyscyplina mogły powstrzymać byłych partyzantów od rabunków i dezercji. Z drugiej natomiast im bardziej oddział przypominał w działaniu regularną armię, tym łatwiej było Francuzom unikać zasadzek i pokonywać go w polu. Kilku przywódców partyzanckich współpracowało z władzami z patriotycznych pobudek. Większości zależało jedynie na otrzymaniu stopni oficerskich, uzbrojenia, wyposażenia i wyżywienia z państwowej kasy.
Okazało się, że Hiszpanom najbardziej odpowiadał styl walki partyzanckiej. Większość prób pobicia Francuzów przez regularne wojska hiszpańskie kończyła się przegraną. Jednakże zaraz po przegranej bitwie, gdy żołnierze mogli przekształcić się w guerrilleros, skutecznie wiązali znaczniejsze siły francuskie na większym terytorium za znacznie niższą cenę w ludziach, zaopatrzeniu i pieniądzach. Sukces Wellingtona w tej wojnie często jest przypisywany skutecznemu rozbijaniu francuskich struktur wojskowych przez guerrilleros.

#### Rola wywiadu
Po roku 1810 wywiad zaczął odgrywać kluczową rolę w brytyjskim sposobie prowadzenia wojny. Od portugalskich i hiszpańskich partyzantów wymagano przechwytywania francuskiej poczty kurierskiej. Od roku 1811 poczta ta była w całości lub częściowo szyfrowana. George Scovell za sztabu Wellingtona otrzymał zadanie łamania francuskich kodów.
Na początku Francuzi stosowali bardzo proste szyfry, tak że Scovellowi pomagali koledzy ze sztabu. Jednak z początkiem roku 1812 weszły do użytku szyfry dyplomatyczne, znacznie trudniejsze, nad którymi Scovell musiał trudzić się sam. Łamał je konsekwentnie, a wiedza o ruchach wojsk francuskich okazała się wielce pomocna w osiągnięciu ostatecznego zwycięstwa. Francuzi nie orientowali się, że ich kody zostały złamane i używali ich do chwili, gdy dostali do rąk w czasie bitwy pod Vitorią brytyjskie tablice deszyfrujące.

## Pokłosie wojny

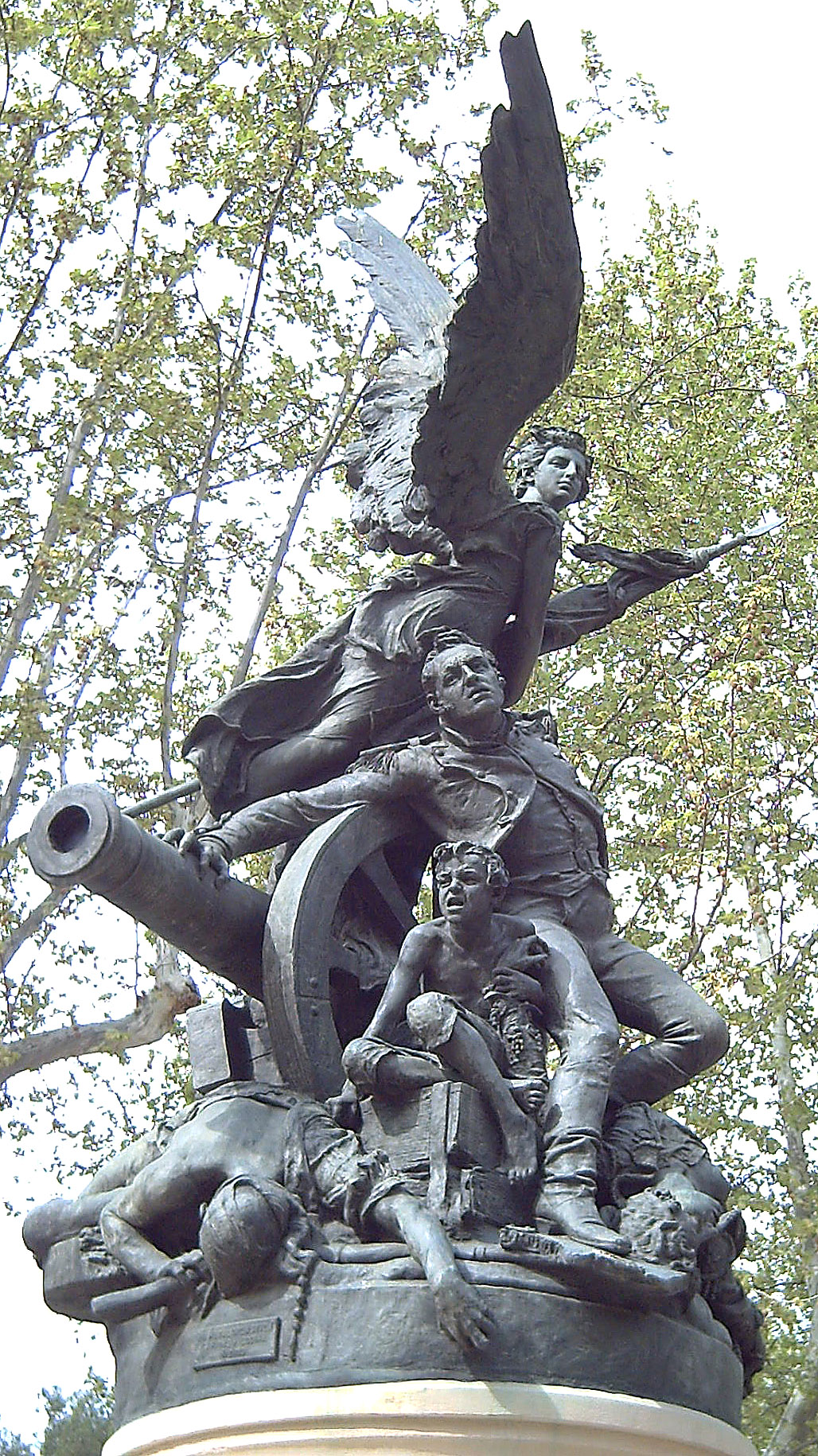
Pomnik bohaterów Dos de Mayo w Madrycie

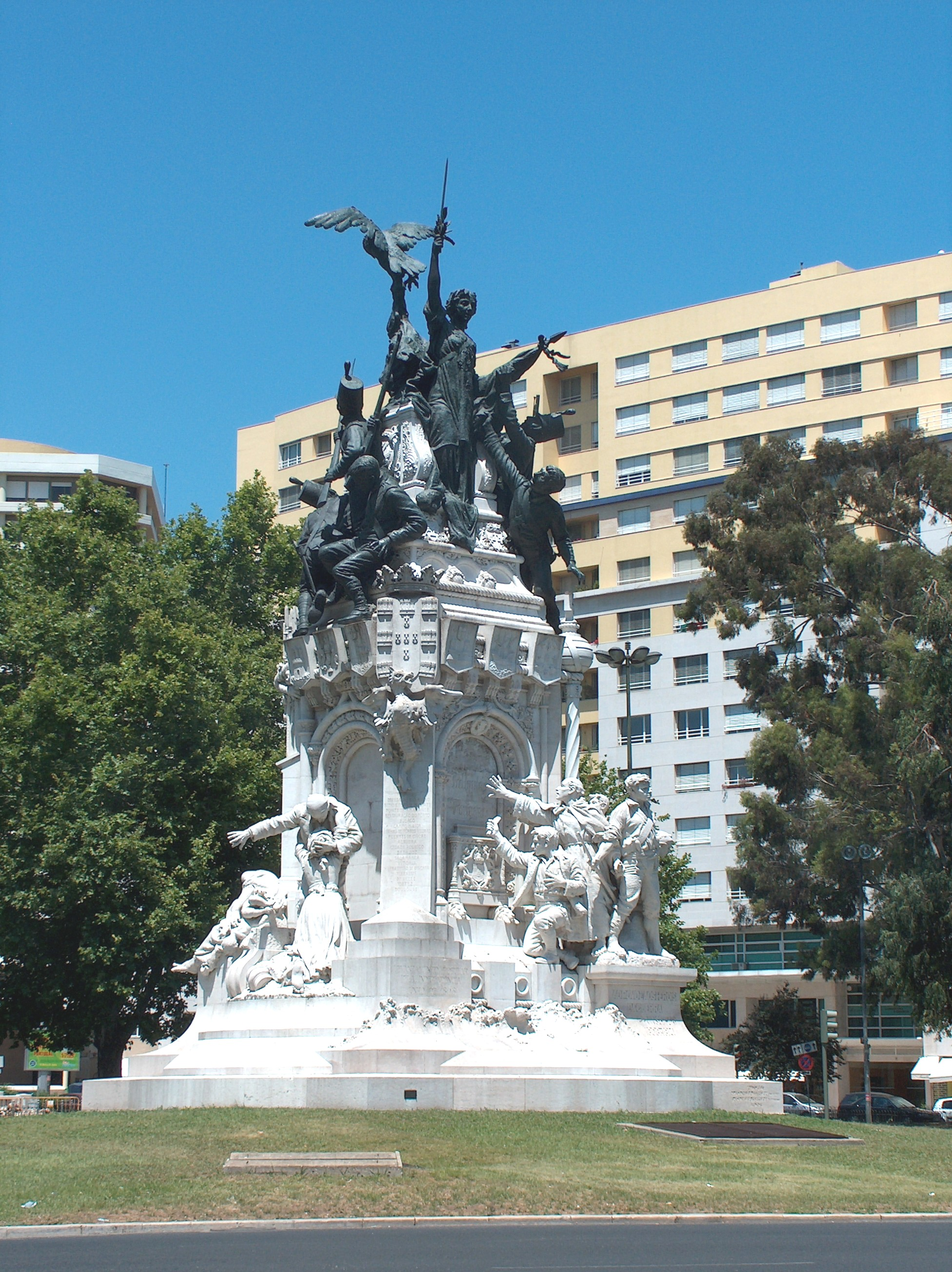
Pomnik bohaterów wojny w Lizbonie

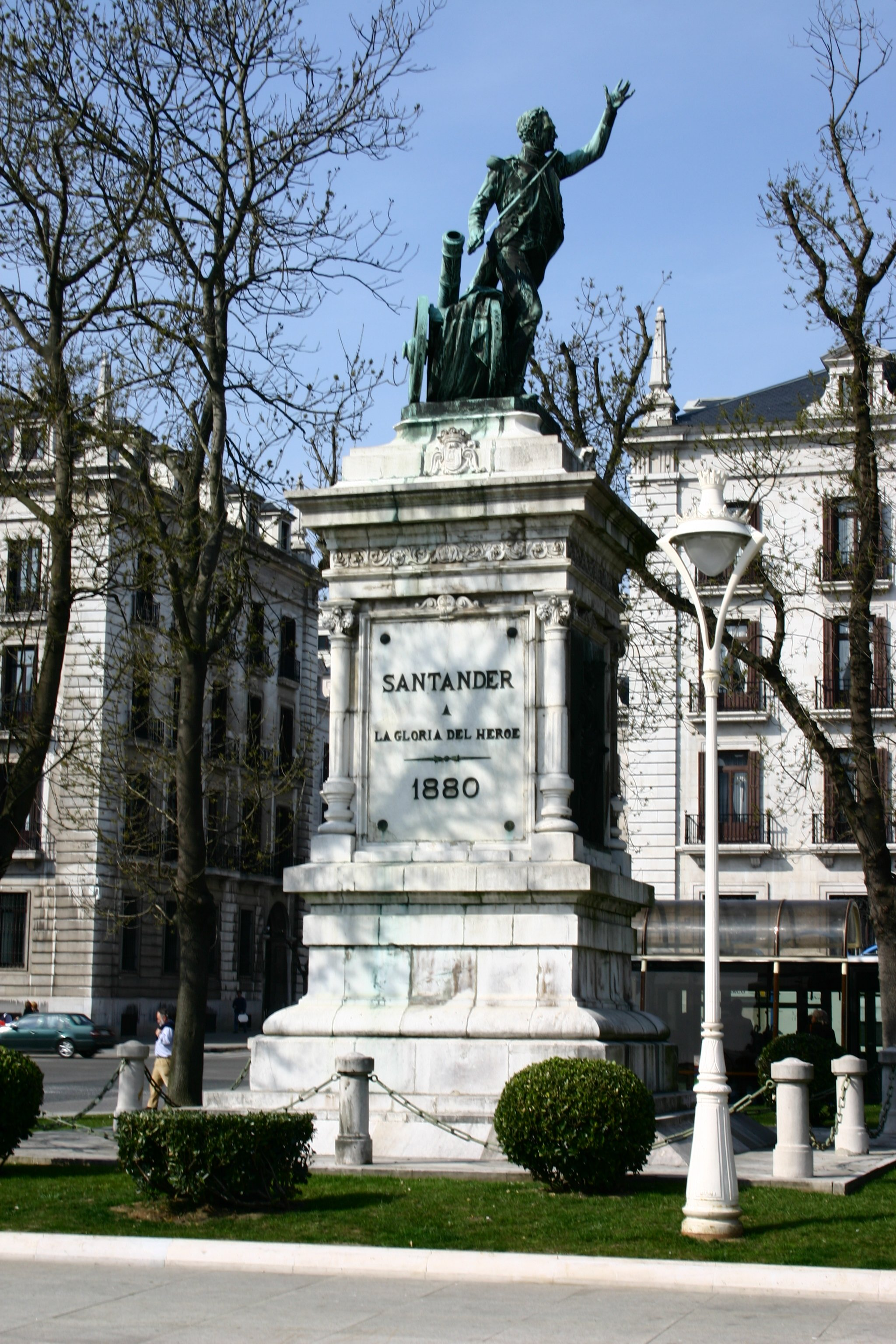
Pomnik Pedra Velarde y Santillána w Santander

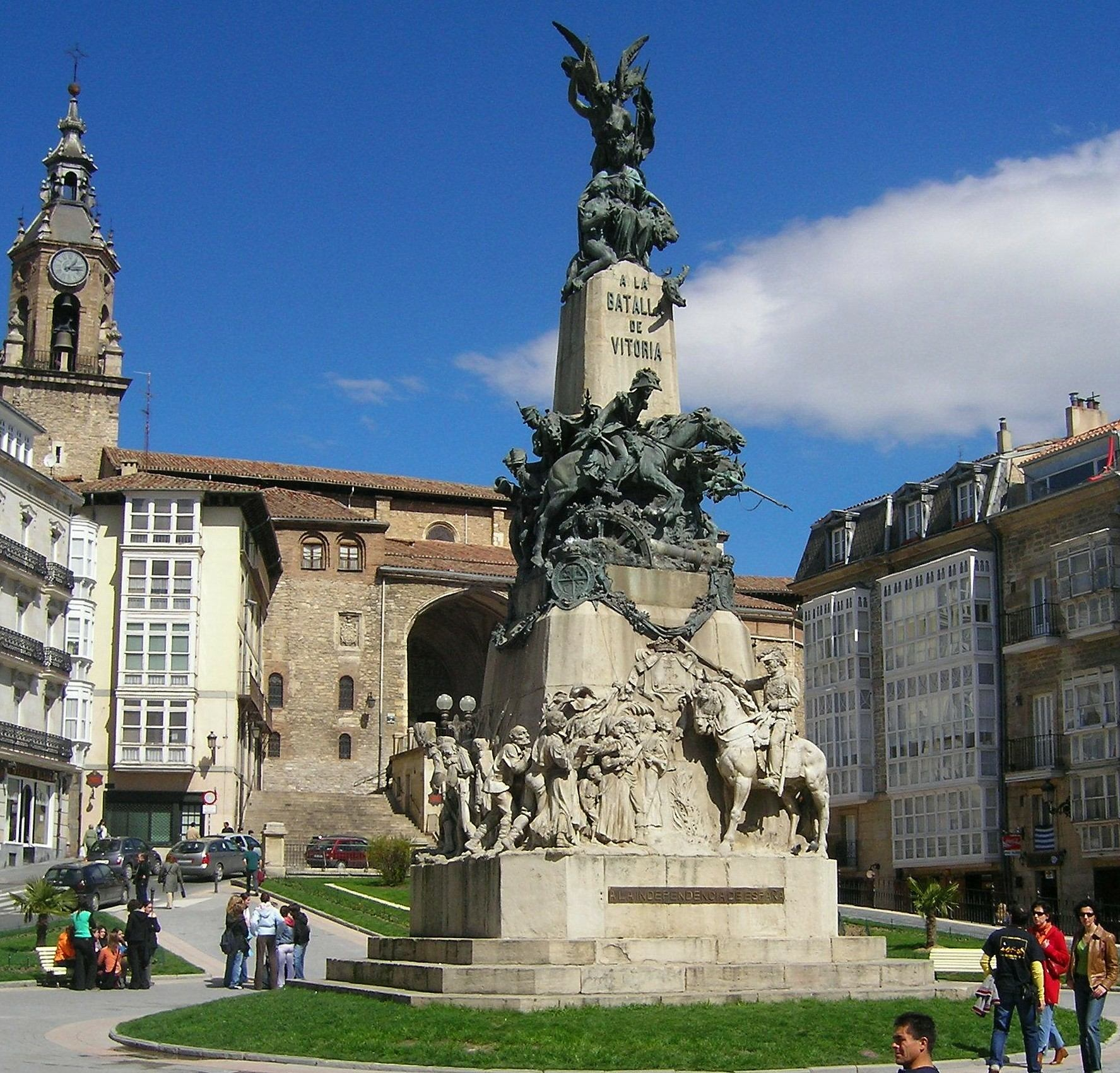
Pomnik bitwy pod Vitorią

Król Józef był początkowo gorąco przyjmowany przez hiszpańskich afrancesados („sfrancuziałych”), którzy uważali, że współpraca z Francją przyniesie krajowi modernizację i wolność. Jednakże kler i „patrioci” rozpętali antyfrancuską propagandę, która zaczęła owocować po pierwszych represjach (Madryt w maju 1808) i jednoczyć społeczeństwo w oporze przeciw okupantom. Ostatni frankofile uciekli do Francji wraz z ustępującą armią. Malarz Francisco Goya był jednym z afrancesados, w związku z czym musiał po wojnie schronić się we Francji, by uniknąć represji.
Siły narodowowyzwoleńcze składały się zarówno z konserwatystów, jak i liberałów. Wkrótce mieli zetrzeć się ze sobą w wojnach domowych zwanych „karlistowskimi”, gdy król Ferdynand VII (zwany najpierw „Wybrańcem”, a potem „Zdrajcą”), odwołał wszelkie ustawy Kortezów, które zostały zwołane w Kadyksie dla skoordynowania działań władz lokalnych i wysiłków na rzecz wojny z Francuzami. Odtworzył monarchię absolutną, prześladował i karał śmiercią wszystkich podejrzanych o liberalizm i nagiął prawo dziedziczenia tronu tak, by na zasadzie sankcji pragmatycznej mogła go objąć jego córka Izabela II, zapoczątkowując tym samym stulecie zamętu i walk o sukcesję.
Wojska francuskie rekwirowały własności kościelne w Hiszpanii. Kościoły i klasztory zamieniano w stajnie i koszary, dzieła sztuki masowo wywożono do Francji, zubożając dziedzictwo kulturowe kraju. Armie sprzymierzonych zachowywały się podobnie. Niektóre ze zrabowanych wówczas dóbr do dziś znajdują się w Apsley House – londyńskiej rezydencji Wellingtona i w jego wiejskiej posiadłości, Stratfield Saye House.
Innym widocznym skutkiem wojny był upadek gospodarki, która – w wyniku powojennych niepokojów – nie była w stanie długo podnieść się na nogi.
Wojna była wstrząsem także dla Portugalii. Ucieczka dworu do Rio de Janeiro zapoczątkowała budowę brazylijskiej państwowości. Znakomicie przeprowadzona przez marynarkę wojenną ewakuacja około 15 tysięcy przedstawicieli dworu, armii i administracji cywilnej okazała się dobrodziejstwem dla Brazylii i błogosławieństwem dla Portugalii, gdzie pojawiły się nowoczesne sposoby myślenia. Mianowani przez króla gubernatorzy kraju mieli niewiele do powiedzenia wobec trwającej francuskiej inwazji i brytyjskiej okupacji.
Wyjątkową rolę pełnił natomiast minister wojny Miguel Pereira Forjaz. Wellington uważał go za najzdolniejszego człowieka w Portugalii. Wraz ze swym sztabem potrafił stworzyć regularną armię w sile 55 000 ludzi, a ponadto dalsze 50 000 w szeregach milícias i gwardii narodowej, tzw. ordenanças, razem ponad 100 000.